# 新馬華語
新馬華語，又稱馬新華語、新馬汶華語、星馬華語、馬星華語、南洋華語，通稱華語或华文是指馬來西亞與新加坡華人圈中普遍使用、富含有当地特色的官話方言，使用人數約8百萬。並不是國語或普通話（當地稱為標準華語），雖然馬新两地華語均是以中国大陆普通話及台湾的国语為规范基準，但受到當地歷史、文化與社會環境等的影響，馬新華語跟普通話有較大的差異，用辭習慣比台灣與中國大陸的差異較大。簡單來說，新馬華語即是在中國境外出現的一種全新的官話方言的子方言，這種官話方言最大的特徵是有入聲；兩地的華語介紹請見馬來西亞華語和新加坡華語。由于马来西亚华语使用的词汇和现今北京规范华语有很大的差异，因此政府以及华人社团成立了马来西亚华语规范理事会（语范），规范当地不正规的华语用词。

## 歷史
在大马等地的华人社会，早期私塾以方言为教学用语。1919年五四运动后，当地私塾纷纷跟随中国维新派的教育改革，开始把教学语言由方言改为“国语”（即中国普通话、华语），这是馬新华语的起源。

## 语言特点

### 受闽南语影响
東南亞福建話在新加坡和马来西亚两地属于众人使用的汉语方言，因此其对新马华语的影响是不可忽视的。例如：
普通話：茶 Chá / 安静！ / 没邀请（我）
福建話：茶 Teh / 掂！Diam / 无招 Bo Jio

### 受粤语影响
因粵語（俗稱廣東話）在馬來西亞的吉隆坡、雪蘭莪州及霹靂州是主要方言，在新加坡也頗為普遍，所以粵語給當地華語很大的影響，尤其在語法方面。例如標準華語的語法應該是“我先去吃飯”，但粵語的語法是“我去食飯先”；標準華語的語法應該是“先謝謝你”，但粵語的語法是“唔該/多謝你先”。因此，馬新華語便受到了粵語的語法的影響，演變成了“xxxxx先”的語法。

### 受客语影响
客家人普遍分布在怡保、霹雳、砂拉越的美里以及沙巴州的亚庇等等。客家语的一些特定的助词或词语朗朗上口，所以几乎改变了每个的馬新华人的一些说话助词，例如：“黎，咧”等。
举例： 我不喜欢鸡排。
馬新华语： 我不喜欢吃鸡排咧。

### 受马来语影响
馬來語是馬來西亞的國語和官方語言，也是新加坡象征性的法定國語，因此新馬華語受到馬來語的影響。
新马华语：茶 teh / 掂! Diam
马来语：teh / Diam
举例：我不疼你了。

马新华语：我不sayang你了。（sayang为马来语，意思是疼）
举例：我忍不住了。

马新华语：我tahan不到了。/ 我beh tahan了。 （tahan为马来语，意思是忍耐）
举例：喝咖啡

马新华语：喝kopi （kopi为福建话，意思是咖啡）

### 受英语影响
馬新独立前是英国殖民地，英语在馬新普遍使用，也是新加坡的主要官方语言和学校教学媒介语，许多科学及科技方面的词汇从英文直译，所以馬新華語也有受到英语的影响。
举例: 英语中计程车称为Taxi，而新马华人通常将计程车直接称为“德士”。
举例: 英语中执照称为License，而新马华人也直接称为「礼申」。

### 其他
举例: 饼干受潮了。

马新华语: 饼干漏风了。
（这句话应该是受粤语的一些次方言影响，例如粤语的莞宝片，而且应该是要写成“露风”，而不是“漏风”，意思饼干在空气中暴露太久从而受潮了。
粤语的“露”与普通话的“漏”音相近。）

## 叹词
新马华语后方通常会加上独特的语音叹词，而这些语音也会影响整个句子的含义。例如：
- 是啦！ （代表确定的意思）
- 是咩？ （代表怀疑的意思）
- 是喔！ （代表赞同的意思）
- 是呱？ （代表不肯定的意思）
- 是咯！ （代表附和的意思）
- 是哈？ （代表惊讶的意思）
- 是吼！ （代表恍然大悟的意思）
- 是咧！ （代表肯定的意思）

## 辭彙
中國大陸对外汉语研究学者汪惠迪曾在专访中将馬新華語與中國內地普通話的辭彙差別分為五個類型：
- 特有事物或社會現象的詞語

由於新馬兩國與中國大陸政治體系的不同以及社會環境的變遷，許多馬新一帶特有的事物和現象都無法在普通話中找到對應詞語，因而衍生出許多馬新特有的辭彙。例如新加坡政府用以限制汽車擁有權的擁車證；马来西亚和新加坡特有的公共房屋形式——組屋；馬來西亞封銜中的敦（Tun）、丹斯里（Tan Sri）和拿督（Datuk）；馬來西亞露天飲食檔口嘛嘛檔（源自馬來語，意思指淡米爾人、旁遮普及其他南亞裔穆斯林）；新馬兩國早期華人與馬來人的後裔——峇峇（男性）娘惹（女性）之類。
- 與普通話名異實同的詞語

這包括那些名稱不同，但意思相同的辭彙。這種差異的形成可能是受到地方語言（如馬來語和漢語方言）的影響，或由當地人約定俗成。計程車被音譯為「德士」（英語：Taxi，源自粵語用法，但粵語區一般寫作「的士」）；普通市場叫做「巴剎」、菜市場則為「濕巴剎」（因漁販常常導致地面積水之緣故）；速食麵被稱作「杯面」；卡車則被稱為「羅厘」（英語：Lorry）；百分比被称作「巴仙」（英語：Percent）等等。
- 與普通話名同實異的詞語

名稱相同但所指事物不同的辭彙。馬新華語中，「飯盒」（源自粵語用法）指的是中國大陸的盒飯或臺灣的便當，不一定表示裝食物用的容器（偶爾兩者含義亦共用一詞）；「計算機」不是電腦（或電子計算機）而是計算器 （與臺灣和港澳用法相近）。
- 與普通話不同的用語

這一類辭彙不多，指的是名稱與意思相同，但使用色彩不同。例如「遣送」的原意為遣返送回，但馬新當地則把它當作「派遣」之意。
- 與普通話不同的外來語譯名

涉及的外來語通常是馬新一帶的獨有用語。例如：中國大陸的「馬哈蒂爾」與馬來西亞的「馬哈迪」(Tun Dr. Mahathir Mohamad，大馬第四任首相)；馬幣在中國大陸譯為「林吉特」，馬來西亞則將其規範為「令吉」。

### 口語
馬新華人的口語一般上在辭彙、腔調、文法等方面都有其他語言（如馬來語、英語）或漢語方言（如閩南語、粵語）的痕跡，不同群體或地區的說法也都有所不同。舉例來說，年長一輩的閩籍華人可能把身分證稱作「登記」(當地閩南語稱呼)；年輕一輩則會稱之為「I.C.」(英語Identity Card的縮寫)。
另外，馬新華人在日常生活中也可能自創新詞語，儘管這些詞語並非當地規範。例如：用「跳飛機」（一種兒童遊戲）來形容沒有獲得准證而非法在外國工作的人、用「香蕉人」來諷刺只會說英文的華人（取其外黃內白之意）、用「吃蛇」（源自粵語俗話「蛇王」）來形容在工作時間故意懶惰的行為或人、等等。

## 語音
馬新華語的前身是中國的北方官話，但現已與之相去天淵，但卻與當今中國南方的漢語口音有相似之處。其發音跟北京話有很大的不同，如平翘舌不分、兒化消失、輕聲不明顯、保留入聲、“不”和“一”字不变调而一律念成去声、入聲現象，同時也可能帶南方方言口音。

## 文字
馬來西亞和新加坡兩國的學術界統一使用簡體中文；然而多數馬新華人仍然看得懂繁體中文。原因是繁體字在民間或媒體中普遍存在著，例如華人商店的招牌、舊告示、許多非學術類中文書籍也都沿用了繁體中文。馬新報章大致上採用簡化字，但马来西亚有例外：報刊如《光明日報》、《星洲日報》、《中國報》就使用「標題繁體字，內容簡化字」的方式讓簡繁中文並存。

### 引用
1. ↑  . eresources.nlb.gov.sg.   [2021-03-05].
2. ↑  冯久玲。《探讨马来西亚华语教育新方向——走向规范，与世界接轨》[R]。吉隆坡：上海交通大学—全球汉语吉隆玻中心，2006年。 （页面存档备份，存于）
3. ↑  《現代漢語語法》，羅華焱著，第三章：詞彙、第十節：詞彙的規範、《本地流行詞語與規範詞語對照表》第150及151頁
4. ↑  馬來西亞、新加坡的漢語教學與研究
5. ↑  台灣教育部國語辭典
6. ↑  普通話辭彙和馬新華語辭彙的協調與規範問題 的存檔，存档日期2007-09-28.

## 外部連結
- 馬來西亞華語
- 马来西亚槟城华人社会的语言生活 （页面存档备份，存于）
- 馬來西亞佳禮中文論壇[永久]
- 童言童語 (Flash檔案) 典型的新加坡口語